# Harcban az istenekkel: A két világ
A Harcban az istenekkel: A két világ (hangul: 신과함께: 죄와 벌, Singva hamkke: csöva pol, RR: Singwa hamkke: joewa beol), angol címén Along with the Gods: The Two Worlds 2017-ben bemutatott dél-koreai fantasyfilm, melyet Kim Jonghva (Kim Yong-hwa) rendezett. A főbb szerepekben Ha Dzsongu (Ha Jeong-woo), Csha Thehjon (Cha Tae-hyeon), Csu Dzsihun (Ju Ji-hun) és Kim Hjanggi (Kim Hyang-gi) láthatók. A filmet Csu Homin (Ju Homin) azonos című webképregénye alapján készítették.
Magyarországon a Koreai Filmfesztivál vetítette 2018. november 16-án.
A második részt Along with the Gods: The Last 49 Days címmel 2018 augusztusában mutatták be. 2018-ban bejelentették, hogy két további rész is készül.
A film 2020-ban minden idők harmadik legnézettebb filmje volt Dél-Koreában és bevétel alapján is a harmadik helyen állt.

## Cselekmény
Kim Dzsahong (Kim Ja-hong) példás életet élt a földön, tűzoltóként számos embert és állatot mentett meg a haláltól. Mentés közben azonban eléri a végzete, és három halálangyal jön érte, hogy elkísérje az útra, amely során a másvilág különféle istenségei előtt megmérettetik a lelke, földi cselekedeteit mérlegre helyezik, és ha valóban úgy találtatik, hogy makulátlanul élt, akkor újjászülethet. Csak nagyon kevés lélek érdemli ezt ki, ezért a három halálangyal is nagy hűhót csap körülötte, mert a hírek szerint Dzsahong (Jahong)nak sikerülhet. A kvótát teljesítő halálangyalok számára is fontos, hogy sikerüljön a reinkarnáció, mert már csak két lelket kell végigvezetniük az úton, hogy ők maguk is végre reinkarnálódhassanak. Csakhogy az utazás egyáltalán nem veszélytelen és közben kiderül, hogy tökéletesen tiszta lélek talán nem is létezik.

## Szereplők
- Ha Dzsongu (Ha Jeong-woo) mint Kangnim (Gang-rim)[15]
- Csha Thehjon (Cha Tae-hyeon) mint Kim Dzsahong (Kim Ja-hong)
- Csu Dzsihun (Ju Ji-hun) mint Hevonmak (Haewonmak)[16]
- Kim Hjanggi (Kim Hyang-gi) mint I Dokcshun (Lee Deok-chun)

## Gyártás
A film CGI-effektusaiért a Dexter Studios felelt mintegy 300 fős stábbal, a költségvetésbe pedig a kínai Alpha Pictures is beszállt 2,2 millió amerikai dollárral.

## Fogadtatás
A filmet 14,4 millióan látták Dél-Koreában, amivel minden idők harmadik legnézettebb alkotása (2020-as adatok alapján). Tajvanon a film egy hónap alatt 404 millió új dollárt termelt, Hongkongban pedig mintegy 40 millió hongkongi dollárt.
A filmet megjelenése előtt 103 országnak adták el. Magyarországon a Koreai Filmfesztivál mutatta be 2018-ban.

## Fordítás
- Ez a szócikk részben vagy egészben  az   Along with the Gods: The Two Worlds című angol Wikipédia-szócikk fordításán alapul.  Az eredeti cikk szerkesztőit annak laptörténete sorolja fel. Ez a jelzés csupán a megfogalmazás eredetét és a szerzői jogokat jelzi, nem szolgál a cikkben szereplő információk forrásmegjelöléseként.